# Saint-Pey-d'Armens
Saint-Pey-d'Armens is een gemeente in het Franse departement Gironde (regio Nouvelle-Aquitaine) en telt 276 inwoners (1999). De plaats maakt deel uit van het arrondissement Libourne.

## Geografie
De oppervlakte van Saint-Pey-d'Armens bedraagt 4,2 km², de bevolkingsdichtheid is 65,7 inwoners per km².
De onderstaande kaart toont de ligging van Saint-Pey-d'Armens met de belangrijkste infrastructuur en aangrenzende gemeenten.

## Demografie
Onderstaande figuur toont het verloop van het inwonertal (bron: INSEE-tellingen).